# Kloßsack

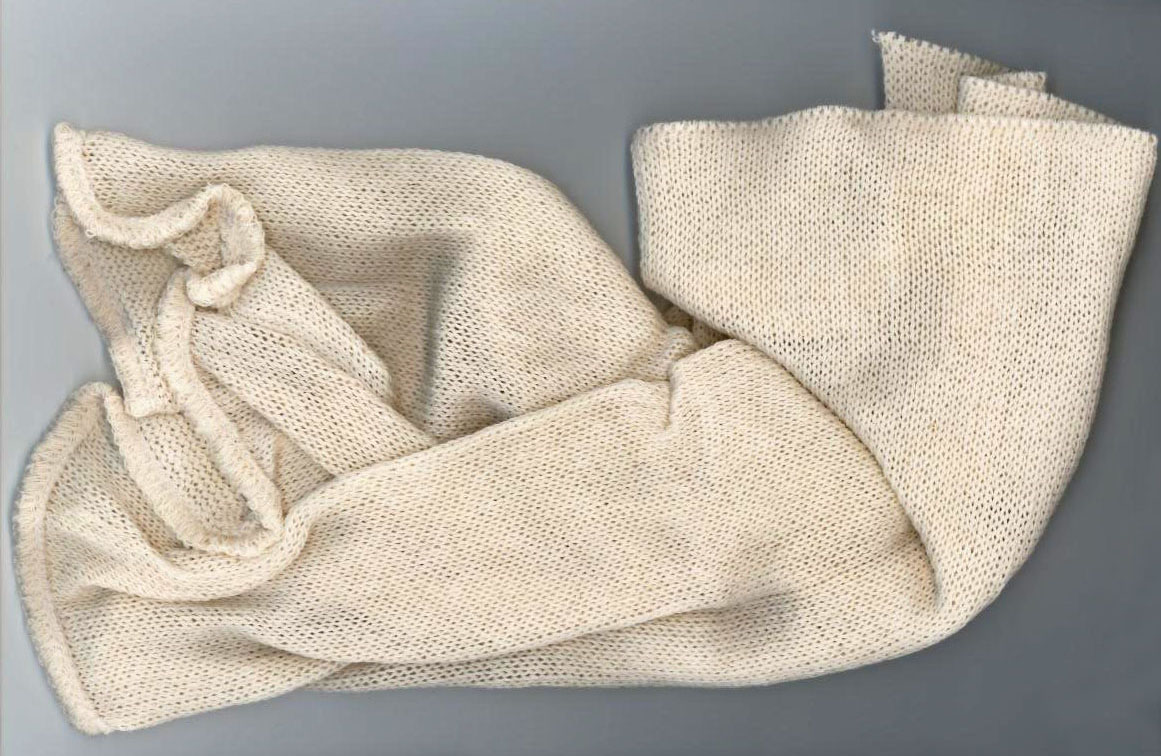
Neuer Presssack

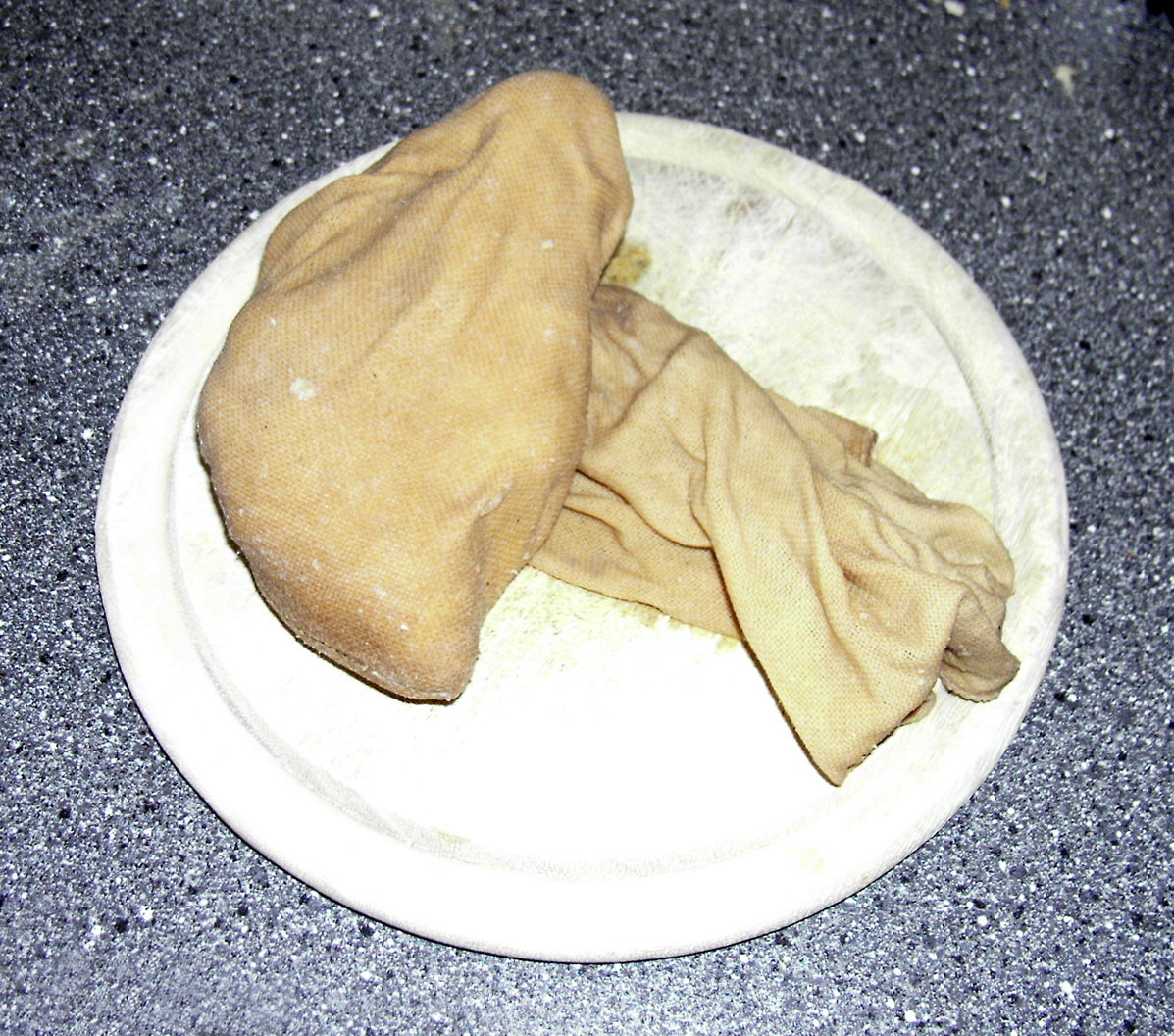
Presssack mit geriebenen Kartoffeln

Ein Kloßsack, auch Presssack oder Kließ-Sack'l ist ein Küchenutensil zum Auspressen von geriebenen Kartoffeln (Kartoffelreibicht) bei der Herstellung Thüringer Klöße oder vogtländischer Grüner Klöße (vogtländisch Griene Kließ).
Der Presssack besteht aus grobem und festem Gewebe. Die geriebenen Kartoffeln werden in den Presssack gegeben und über einer Schüssel ausgepresst. Der Presssack lässt die Kartoffelstärke und das Wasser durch, die Kartoffelfasern bleiben im Innern des Presssackes. Man kann den Presssack auch mit einer Kartoffel- oder Kloßpresse ausdrücken oder in einer Schleuder durch Schleudern pressen.
Das Ziel ist es, möglichst alles freie Wasser aus den geriebenen Kartoffeln zu entfernen. Um Oxidation zu verhindern, wird die Kloßmasse erst kurz vor der Verwendung aus dem Presssack genommen.
Für andere Anwendungsgebiete wird auch das ähnlich funktionierende Seihtuch verwendet.